# Illyrien (Provinz)
Illyrien war eine nach dem besiegten Volk der Illyrer benannte römische Provinz, die als eigenständige Provinz spätestens unter Gaius Iulius Caesar eingerichtet wurde und bis etwa 10 n. Chr. existierte. Sie erstreckte sich vom Fluss Drina nach Istrien (Kroatien) in den Westen und bis zum Fluss Save (Bosnien und Herzegowina) im Norden. Salona (in der Nähe des heutigen Split) diente als ihre Hauptstadt. Die Provinz wurde später in das nördliche Pannonia und das südliche Dalmatia geteilt.

## Römische Eroberung
Die erste Überquerung des Adriatischen Meeres durch die römische Flotte erfolgte im Ersten Illyrischen Krieg. Nach dem Sieg über die ardiäische Königin Teuta wurden erste Teile von deren vormaligem Herrschaftsgebiet unter römische Kontrolle gestellt.
Die vollständige Eroberung von Illyrien erfolgte aber erst im Jahr 167 v. Chr. durch den Sieg über die Armee des illyrischen Königs Genthios. Damit wurde das südliche Illyrien ein römisches Protektorat, das verwaltungstechnisch der Provinz Macedonia unterstellt wurde. Diese war in selbstständige Teile (merides) untergliedert, wobei Illyrien das vierte merís bildete. Der römische Feldherr Lucius Anicius Gallus verkündete der in Scodra versammelten lokalen Oberschicht die Freiheit aller Illyrer sowie die Abgabenfreiheit derjenigen Territorien, die bereits vor dem Sieg der Römer zu diesen übergelaufen waren. Die restlichen Gebiete waren dagegen zu Steuerabgaben verpflichtet.

## Verwaltungsgeschichte

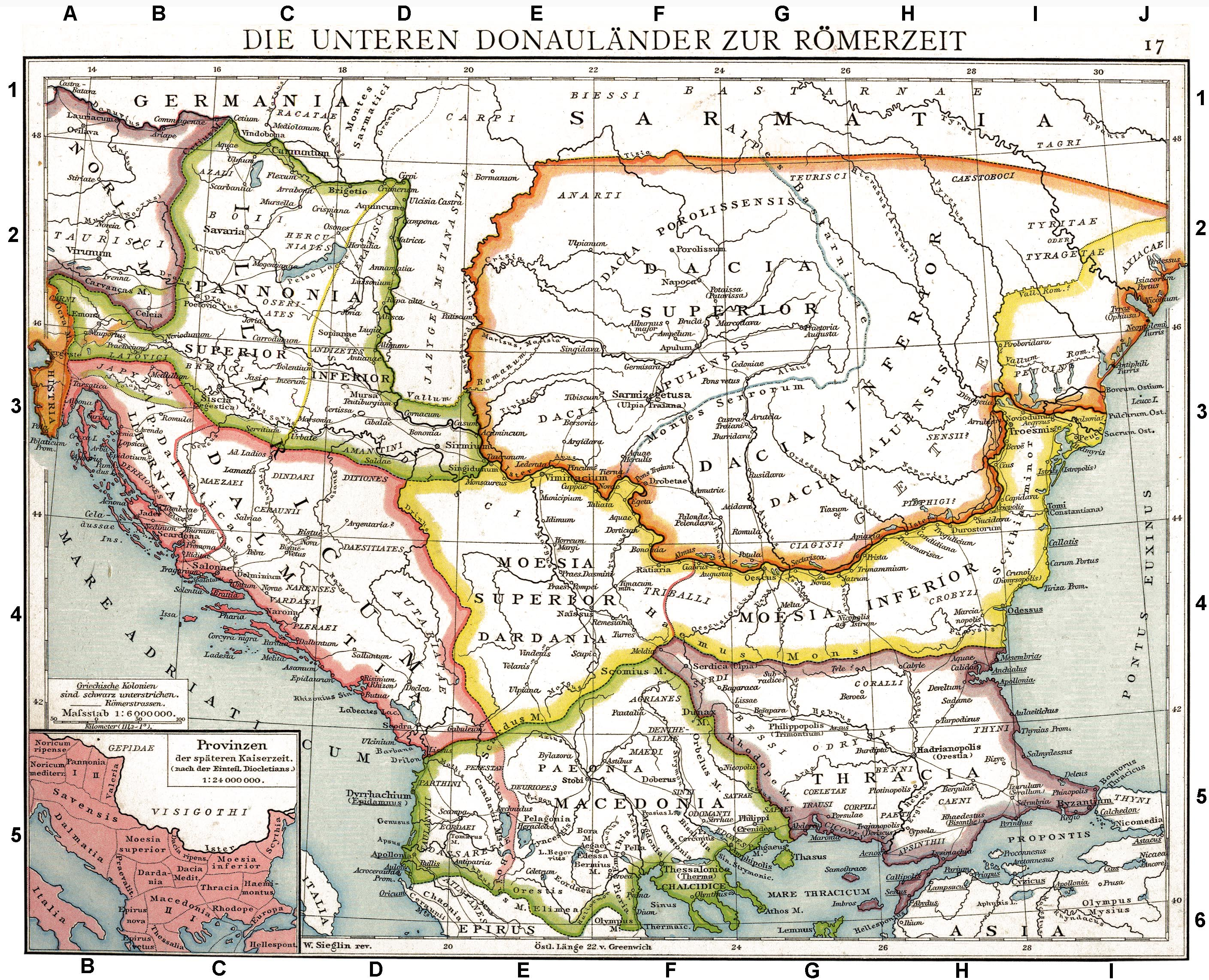
Karte der Donauprovinzen zu einem späteren Zeitpunkt, in der römischen Kaiserzeit. Die Provinz Illyrien umfasste die späteren Provinzen Dalmatien und Pannonien (hier rosa und grün markiert).

Wann Illyrien von Makedonien unabhängig und zu einer Provinz mit eigenständigem Verwaltungsapparat wurde, ist umstritten. Der früheste mögliche Beleg stammt aus dem Jahr 59 v. Chr. Damals wurde in der Lex Vatinia de imperio Caesaris Illyrien zusammen mit der Provinz Gallia cisalpina dem Politiker Gaius Iulius Caesar als provincia zugewiesen. Es ist aber nicht sicher, ob mit diesem lateinischen Begriff bereits eine klar umgrenzte Provinz im modernen Sinne oder nicht eher ein Macht- oder Aufgabenbereich gemeint ist. Gustav Zippel datierte die Schaffung der Provinz bereits auf das Jahr 118, Theodor Mommsen in die Zeit Sullas. Spätestens während der Kriege Octavians in den 30er Jahren v. Chr. entstand dann aber definitiv eine Provinzialverwaltung in Illyrien. Erstmals in den Quellen belegt ist diese im Zusammenhang mit der augusteischen Regelung des Jahres 27 v. Chr., in der sie als eine für einen Praetor vorgesehene kaiserliche Provinz unter die Kontrolle des Herrschers gestellt wurde.
12–9 v. Chr. wurde eine Reihe von Feldzügen gegen die Volksgruppe der Pannonier geführt, die als Pannonischer Krieg (lateinisch Bellum Pannonicum) bekannt sind. Durch den Erfolg Roms wurde die Provinz Illyrien vergrößert und die Herrschaft konsolidiert. 6 n. Chr. kam es zum sogenannten Pannonischen Aufstand gegen die römische Herrschaft, der – allerdings unter großen Schwierigkeiten – niedergeschlagen werden konnte. Daraufhin wurde die Provinz der verbreiteten Forschungsmeinung nach in Illyricum superius und Illyricum inferius aufgeteilt. Daraus entwickelten sich dann die beiden neuen Provinzen Pannonien und Dalmatien. Jenő Fitz hat demgegenüber vorgeschlagen, die Teilung Illyriens erst in die mittlere bis späte Herrschaftszeit des Tiberius, also die Jahre zwischen 20 und 35, zu verlegen. Der Grund für die Aufteilung dürfte neben verwaltungstechnischen Verbesserungen auch der Wunsch gewesen sein, die lokale Identität der illyrischen Bevölkerung abzubauen und stattdessen ein neues, fest mit der römischen Herrschaft verknüpftes regionales Bewusstsein zu schaffen.
Unter Kaiser Vespasian entstanden dann endgültig die beiden Provinzen Pannonien und Dalmatien, von denen keine den Namen Illyrien beibehielt. Ihre Grenzen blieben im Großen und Ganzen in den folgenden Jahrhunderten konstant, auch wenn kleine Veränderungen durchgeführt wurden wie der Wechsel einiger Gebiete zur neu geschaffenen Provinz Epirus nova um 300.

## Gesellschaft und Wirtschaft
Die Region besaß beachtliche strategische und ökonomische Bedeutung für die Römer. Sie verfügte über eine Anzahl von wichtigen Handelshäfen entlang ihrer Küsten und hatte Goldminen in Dalmatien mit einer kaiserlichen Dienststelle in Salona. Illyrien wurde auch der Ausgangspunkt der Via Egnatia, einer bedeutenden römischen Straße, die von Dyrrachium (dem heutigen Durrës in Albanien) an der Adria bis nach Byzantion im Osten verlief.
An der Küste von Dalmatien ließen sich römische Händler in einigen Städten wie Iader, Salona, Narona und Epidauros nieder. Die Hauptstadt Salona wurde durch zwei Militärlager bei Burnum (heute Ivoševci) und Delminium geschützt. Der Apostel Paulus von Tarsus erwähnte in seinem Römerbrief, dass er in diesem Gebiet war, um das „Evangelium Christi“ zu verkünden.

## Nutzung des Begriffs in der Spätantike
Die Bezeichnung „Illyrien“ wurde in der Spätantike weiter verwendet, um die westliche Balkanhalbinsel zu beschreiben. In der Spätantike waren die in den dortigen Provinzen stationierten Truppen einer der fünf Heeresverbände der römischen Armee, sodass sie einem gemeinsamen Oberbefehlshaber, dem in Naissus stationierten Magister militum per Illyricum, unterstellt waren. Unter Kaiser Konstantin dem Großen wurde dem Geschichtsschreiber Zosimos zufolge die Prätorianerpräfektur von Illyrien als eine von vier, die das Römische Reich unter sich aufteilten, eingerichtet. Der Amtsbereich des Praefectus praetorio Illyrici umfasste Pannonien, Noricum, Kreta und die ganze Balkanhalbinsel außer Thrakien. Die Präfektur wurde nach Konstantins Tod 337 mit der für Italien und Africa zusammengelegt, im Zuge der Reichsteilung von 395 aber wieder von ihr getrennt und überlebte bis ins frühe 7. Jahrhundert.
Aus den illyrischen Provinzen sowie aus Thrakien rekrutierte sich besonders vom 3. bis zum 6. Jahrhundert auch ein hoher Prozentsatz des römischen militärischen Personals. Verschiedene römische Kaiser kamen in späterer Zeit aus der Region, darunter Aurelian, Claudius Gothicus, Konstantin der Große und Diokletian sowie die byzantinischen Kaiser Anastasius I. und Justinian I. Sie alle werden unter dem Begriff Illyrische Kaiser zusammengefasst.